# WIENUX
WIENUX è una distribuzione Linux basata su Debian, sviluppata dalla città di Vienna in Austria.
Il suo obiettivo principale è di rimpiazzare i sistemi operativi proprietari e le applicazioni della pubblica amministrazione con alternative open source e gratuite.
WIENUX è distribuita sotto licenza GPL ed è disponibile gratuitamente su internet.